# تكية بنغي ها
تكية بنغي ها (بالفارسية: تکیه بنگی‌ها) هي تكية شيعية تاريخية تعود إلى القاجاريين، ويتع في كرمان.